# Den Hertog (boekhandel)
Den Hertog is een Nederlandse uitgeverij en boekhandel inclusief een antiquariaat, gevestigd in Houten. Het bedrijf is van christelijke leest en geeft bevindelijk-gereformeerde boeken uit, waaronder hertalingen.
De uitgeverij geeft de werken uit van onder andere Hans Mijnders, Roland Kalkman, Aart Moerkerken en Jacques van de Baan. Auteurs van door Den Hertog uitgegeven hertaalde boeken zijn onder andere Hermann Friedrich Kohlbrugge en John Bunyan.

## Geschiedenis
De oorsprong van Uitgeverij/Boekhandel Den Hertog gaat terug tot 1898, toen Cornelis den Hertog – klompenmaker en liefhebber van klassieke theologische werken – begon met de verkoop van boeken. Wat aanvankelijk een nevenactiviteit was, groeide uit tot een bescheiden boekenbedrijf dat een waardevolle aanvulling was op Den Hertogs anderszins beperkte inkomsten.
Zijn zoon Willem Mijndert zette het werk voort en gaf onder de naam Gebr. Den Hertog, Ter Aa zijn eerste boek uit: De brieven van Theodorus van der Groe. Hoewel er in deze periode meerdere uitgaven verschenen, liet het economisch klimaat in Nederland vlak voor de Eerste Wereldoorlog weinig ruimte voor de verkoop van kostbare boeken.

### Utrecht
Om verdere groei mogelijk te maken, verhuisde Willem naar een grachtenpand aan de Oudegracht in Utrecht, waar hij een boekhandel begon. Een latere verhuizing naar de Lange Nieuwstraat bood meer faciliteiten en ruimte voor uitbreiding. Deze ontwikkeling werd onderbroken door het uitbreken van de Tweede Wereldoorlog.
Na de oorlog hervatte de uitgeverij haar activiteiten. Het aanbod, met een sterke nadruk op theologische publicaties, groeide in omvang en betekenis. In 1969 droeg Willem den Hertog de leiding over aan zijn zoon Cornelis. Deze investeerde in omvangrijke projecten zoals de Historie der Martelaren, de Acta van de Synode van Dordrecht (1618-1619), de verzamelde werken van John Bunyan en de Bijbelverklaring van Karl August Dächsel.
In 1961 trad de oudste zoon van Cornelis den Hertog, Willem, toe tot het bedrijf. Hij kreeg aanvankelijk de verantwoordelijkheid over de drukkerij die in datzelfde jaar werd opgericht. Met deze drukkerij kon het bedrijf voortaan zelfstandig boeken produceren en kerkbladen verzorgen voor diverse gemeenten.

### Houten
Na het overlijden van Cornelis nam Willem Mijndert in 1972 de algemene leiding van het bedrijf over. Door aanhoudende groei werd het pand aan de Lange Nieuwstraat in Utrecht uiteindelijk te klein. Dit leidde tot de bouw van een nieuw, ruim opgezet pand op bedrijventerrein Doornkade in Houten. Het nieuwe gebouw werd in 1982 in gebruik genomen.
Sinds 1997 staat Cees den Hertog, oudste zoon van Willem Mijndert, aan het roer van de onderneming. Onder zijn leiding heeft de webshop zich ontwikkeld tot een belangrijke pijler binnen het bedrijf.
In 1999 kwam bij Den Hertog het door M.H. Karels‑Meeuse geschreven christelijke kinderboek De zoektocht van Lea Rachel uit. Het betrof een verhaal over ‘jodenbekering'. Het boek beleefde zes drukken en heeft in een ‘Boekentoptien jeugdboeken’ van het Reformatorisch Dagblad gestaan. Maar in 2017 werd na gesprekken met het Centrum Informatie en Documentatie Israël en berichtgeving hierover besloten er mee te stoppen, "door de commotie die is ontstaan" omtrent het vermeende antisemistische gehalte van het verhaal.
In 2003 is Den Hertog met een antiquariaat begonnen, op de eerste verdieping van een pand aan de Elzenkade, eveneens te Houten. In 2016 bevatte het 800 meter aan tweedehandse boeken.